# Тимирязев, Иван Семёнович
Иван Семёнович Тимирязев (16 [27] декабря 1790, Москва — 15 [27] декабря 1867) — генерал-лейтенант, астраханский губернатор (1834—1844), позднее сенатор.

## Биография
Родился в мелкопоместной семье Тимирязевых — Семёна Ивановича Тимирязева, дворянина Московской губернии, и его жены Ольги Михайловны, урождённой Юрьевой, происходившей из богатой дворянской семьи Костромской губернии.
Братья Иван и Аркадий, начав после смерти матери, в 1807 году, службу юнкерами в лейб-гвардии егерском полку, на следующий год перевелись в конную гвардию, где Иван, в 1810 году, был произведён в корнеты.
В начале войны Аркадий был определён адъютантом к князю Витгенштейну, а Иван остался в конной гвардии, в составе корпуса великого князя Константина Павловича. Во время войны, помимо всего прочего, был в Бородинском сражении, сражении под Кульмом (чин штабс-ротмистра и «Кульмский крест»), битве под Лейпцигом (золотая шпага с надписью «За храбрость»).
Тимирязев вспоминал, что как-то в Париже он вместе с товарищами забрёл к известной прорицательнице Ле Норман. Тимирязеву она не сказала ничего особенного, но взглянув на руку одного его товарища, неожиданно отказалась отвечать, и только после долгих уговоров она указала, что этот человек умрёт не своей смертью. После событий 14 декабря 1825 года Тимирязев и вспомнил этот случай, и того офицера — Кондратия Фёдоровича Рылеева.
В 1813 году Тимирязев был назначен адъютантом к Константину Павловичу; в 1814 году был в свите Александра I на Венском конгрессе. В 1816 году получил чин полковника, в 1819 году вышел в отставку, но через восемь лет, чтобы получить согласие на женитьбу, вновь поступил на службу —  в лейб-гвардии Гродненский гусарский полк. В 1828 году по протекции Константина Павловича стал флигель-адъютантом Николая I. За отличие при штурме Варшавы в августе 1831 года был произведён в генерал-майоры с зачислением в свиту Его Величества.
Весной 1834 года был назначен исправляющим должность астраханского военного губернатора и управляющим гражданской частью, в 1835 году утверждён в должности. При нём, 12 декабря 1837 года был открыт в Астрахани «губернский музеум», ещё ранее, 3 июля 1837 года, начали издаваться «Астраханские губернские ведомости»; 19 июня 1838 года состоялось открытие публичной библиотеки. Немало усилий было потрачено на охрану рыбных промыслов, для чего Тимирязев выделил 9 военных судов. Поддержка Тимирязевым торговли с Персией была отмечена в августе 1841 года персидским орденом Льва и Солнца 1-й степени. Для поддержки крестьян были учреждены вспомогательные ссуды для мелкого кредита, расширена сеть запасных магазинов на случай неурожаев. Принимались меры по созданию в деревне медицинских и ветеринарных пунктов, увеличению сети низших школ, пунктов по пропаганде агрономических знаний.
И. С. Тимирязев также командовал Астраханским казачьим войском. В связи с этим им принимались меры по благоустройству казачьих станиц. В 1840 году произведён в генерал-лейтенанты.
В связи с нареканиями на якобы неправильные действия И. С. Тимирязева по должности военного губернатора в начале осени 1843 года в Астраханскую губернию внезапно была назначена сенатская ревизия во главе с князем П. П. Гагариным; местное влияние Тимирязева было так велико, что в его присутствии ревизию проводить невозможно и на время проверки, весной 1844 года, его отозвали в Санкт-Петербург, затем последовал указ об отставке его с поста военного губернатора, а в 1845 году его уволили и с военной службы. «В земском суде дела лежали без движения по многу лет, канцелярия губернатора Тимирязева — хаос беспорядков», — докладывали в столицу проверяющие. Тимирязев надолго уехал в своё имение Ржавец Лихвинского уезда Калужской губернии, доставшееся его отцу по духовному завещанию от брата Василия Ивановича Тимирязева.
Обстоятельства проведения ревизии зафиксированы в письмах И. С. Аксакова, который, будучи её участником, почти 10 месяцев прожил в Астрахани. А. И. Барятинский, находившийся проездом в Астрахани в октябре 1856 года, вспоминал, что И. С. Тимирязев «изменил в губернии летоисчисление <…> Там говорят: „Это было до Тимирязева, а это — после него“». Сенатская ревизия затянулась почти на 10 лет и в итоге не смогла доказать злоупотребления Тимирязева. В 1853 году высочайшим повелением ему был возвращён чин генерал-лейтенанта и он был принят на службу с назначением к присутствованию в Сенате. Дополнительно Николай I дал Тимирязеву в аренду сроком на двенадцать лет большой участок земли в Самарской губернии.
В 1863 году с Иваном Семёновичем Тимирязевым случился удар — несколько месяцев он был парализован. Но вскоре возобновил работу в Сенате, встречался с Александром II, критиковал некоторые положения реформы 19 февраля 1861 года. Император прислушивался к замечаниям, но к сведению их не принимал; тем не менее Тимирязеву была предоставлена часть дворца «Александрия» в Нескучном саду в Москве, где он имел возможность лечиться и отдыхать. Умер за день до своей 77-летней годовщины.
Имел ряд орденов, в том числе св. Владимира 2—й степени, св. Георгия 4-й степени, Белого Орла, прусский орден «За заслуги», австрийский орден Леопольда, баварский орден Максимилиана и персидский орден Льва и Солнца 1-й степени.

## Семья

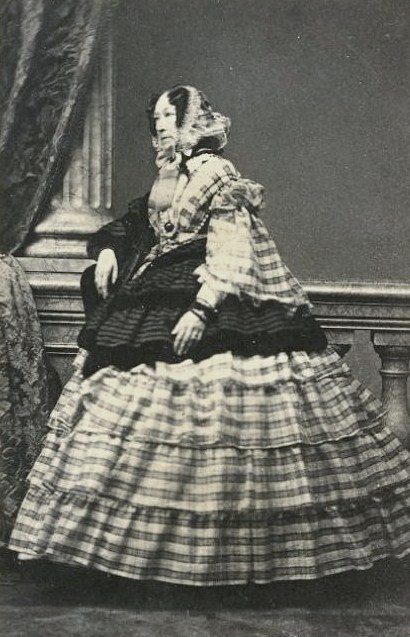
Софья Фёдоровна, жена

С 7 октября 1828 года был женат на Софье Фёдоровне Безобразовой (06.02.1799—08.08.1875), дочери сенатора Фёдора Фёдоровича Вадковского от брака его с графиней Екатериной Ивановной Чернышевой; сестре членов Южного общества, декабристов Ф. Ф. и А. Ф. Вадковских. Родилась в Петербурге, крещена 13 февраля 1799 года в Симеоновской церкви, крестница брата Ивана и сестры Екатерины. В первом браке с 1816 года Софья Фёдоровна была замужем за полковником Петром Михайловичем Безобразовым (1788—1819). Была знакома с Карамзиным, Пушкиным, Жуковским и Вяземским. По воспоминаниям её сына, Пушкин однажды, будучи в гостях у Тимирязевых, сказал ей: «Ах, Софья Федоровна, как посмотрю я на вас и ваш рост, так мне всё и кажется, что судьба меня, как лавочник, обмерила». Для женщины она была очень высокого роста (около 180 см) и когда она появлялась в обществе со своими подругами, графиней Потёмкиной и графиней Шуазель, то их в свете, исключительно за их рост, называли «чудовищным букетом» (le bouquet monstre). Поэт Вяземский посвятил в 1822 году Тимирязевой стихотворение. Оставила воспоминания, их отрывок, под  заглавием  «Свидание с императором Александром Павловичем», был напечатан в «Русском Архиве».
Умерла в Москве в 1875 году. В браке имела детей:
- Ольга Ивановна (1831—1897) — фрейлина двора (1866), пианистка, ученица Н. Г. Рубинштейна.
- Фёдор Иванович (1832—1897) — пианист-любитель, саратовский губернатор в 1879—1881 гг.
- Александр Иванович (1837—1895) — его жена, Ольга Борисовна Данзас (20.10.1840—6.10.1879), дочь действительного тайного советника Б. К. Данзаса[9][10].